# Turn It Up (canción de Pixie Lott)
«Turn It Up» es una canción de la cantante y compositora británica Pixie Lott.
Fue escrita por Pixie Lott, Ruth-Anne Cunningham, Jonas Jeberg y Mich Hansen.
Fue lanzada como sencillo el 7 de junio de 2010 para promocionar el álbum debut de Lott, Turn It Up. Por lo tanto, se convierte en el quinto sencillo de este álbum.

## Información de la Canción
La canción habla de una chica que reconoce que la relación con su chico no va bien, y ellos deciden terminarla, pero en buenos términos y como amigos. También menciona que las personas prefieren seguir intentando en vez de romper de una vez y no sufrir.

## Video
El videoclip de la canción fue rodado en Los Ángeles a mediados de abril, y fue estrenado el 6 de mayo de 2010. En el aparece Pixie caminando por Los Ángeles y en otras escenas se ve a ella bailando con otras bailarinas en el techo de un edificio en altura. También aparece en un auto mientras llueve y al final aparece en un lugar (simulándose como un subterráneo)con un hombre.

## Posicionamiento
| Listas (2010)    | Posición máxima |
| ---------------- | --------------- |
| European Hot 100 | 40              |
| Irlanda          | 20              |
| UK Singles Chart | 11              |

- Datos: Q847427